# Вільям Десмонд
Вільям Десмонд (англ. William Desmond; 23 січня 1878 — 3 листопада 1949) — американський актор кіно. Він з'явився в 205 фільмах між 1915 і 1948 роками. Він отримав прізвисько «Король німих серіалів».
Народився Вільям Манніон (англ. William Mannion) в окрузі Чеманг, Нью-Йорк, виріс у Нью-Йорку. Пізніше він змінив своє прізвище на сценічне ім'я. Почав виступати у водевілях та у театрі, перш ніж дебютувати у кіно. У 1919 році одружився зі своєю партнеркою по сцені Мері Маківор, з якою мав двох дочок.
3 листопада 1949 року Десмонд помер у віці 71 року від серцевого нападу в Лос-Анджелесі, Каліфорнія. Похований на кладовищі Chapel of the Pines Crematory, Лос-Анджелес.

## Вибрана фільмографія
- 1919 — Її кодекс честі
- 1920 — Подвійне ліжко
- 1923 — Супер дівчина